# Pierre de la Vigne-des-Grès
La Pierre de la Vigne-des-Grès est un menhir situé sur la commune de Menouville dans le département du Val-d'Oise.

## Description
Le menhir est constitué d'une dalle de grès bartonien de forme ogivale. Il mesure 2,50 m de hauteur sur 2,10 m de largeur à la base, pour une épaisseur moyenne d'environ 0,80 m. La face nord-nord-ouest comporte deux trous d'origine artificielle ressemblant à des yeux qui ont été creusés avec un outil pointu. Tout autour, la surface de la pierre a été aplanie.
Le menhir est entouré de petits blocs de grès affleurant du sol selon une disposition qui ne semble pas naturelle.